# 香園圍公路
香園圍公路（英語：Heung Yuen Wai Highway），連接粉嶺公路、沙頭角公路及香園圍管制站，全線均為雙線雙程分隔。道路以5.7公里長的隧道、4.3公里長的高架道路和1.0公里長的地面道路所組成，當中的兩條隧道被命名為龍山隧道（長約4,800米）和長山隧道（長約700米），設有四個交匯處，包括九龍坑、沙頭角公路交匯處、坪洋以及蓮麻坑路交匯處。道路於2019年5月26日早上8時通車，從坪輋、沙頭角、打鼓嶺到大埔、沙田、西貢和市區將可減少11至16分鐘車程，亦可紓緩沙頭角公路和粉嶺市區的負荷。公路整體造價為港幣197.14億元，全線皆不屬於香港法定快速公路。公共小巴一律禁止駛入香園圍公路。

## 歷史
2006年，香港與深圳兩地政府簽訂《關於加強深港合作的備忘錄》，內容包括研究有關東部通道和蓮塘口岸，其後雙方成立深港興建蓮塘／香園圍口岸聯合研究小組，並且開展《深港興建蓮塘／香園圍口岸前期規劃研究》，2007年初，規劃署正式委託顧問公司研究新口岸在香港境內的土地、規劃、交通和工程事宜。按照2007年的估價，整個項目工程造價約96億元，以2009年9月的估價，整個工程項目造價修正為約81億元。
2012年4月27日，香港政府將蓮塘／香園圍口岸與相關工程的道路工程刊憲。同年9月28日，土木工程拓展署就蓮塘／香園圍口岸道路及隧道工程合約招標，工程主要為興建一條雙程雙綫分隔主幹路，其中包括一條長約4.8公里的行車隧道，以連接擬定興建的沙頭角公路交匯處與粉嶺公路交匯處等。後來，土木工程拓展署宣布延長招標時間至2013年1月4日中午12時正。工程預計於2013年5月展開，於2017年10月完成。11月28日，立法會工務小組委員會通過向財務委員會建議撥款1.8億港元用以支付蓮塘／香園圍口岸與相關工程費用，主要用來進行興建口岸設施、建築設計及工地勘察等事務。
2013年1月4日，土木工程拓展署宣布因應有意投標者的要求，蓮塘／香園圍口岸連接擬建的沙頭角公路交匯處與粉嶺公路交匯處的道路及隧道工程合約的招標期延長至2月22日中午12時。同年7月2日，土木工程拓展署批出總值25.45億港元的蓮塘／香園圍口岸工程合約，用以興建粉嶺公路交匯處及相關工程，工程於同月展開，預計於2018年年初完成。
由於龍山隧道橫跨粉嶺8條鄉村的地底，約300名村民因不滿香港政府進行龍山隧道建造工程前未有按法例以挂号邮件諮詢村民，而在2014年7月舉行村民大會，並要求隧道改道，否則會阻止隧道施工。2016年5月30日凌晨約12時，沙頭角公路近馬尾下段的丹竹坑對開的出入行車路的一段地面突然凹陷，出現10米乘10米闊、深5米的大型坑洞，一段通往新屋仔村及獅頭嶺村的行車路段受阻，兩村逾百名村民出入受影響。村民懷疑地陷是由挖掘隧道工程展開造成的地下土壤流失所引致。
2019年5月24日，香園圍公路由發展局常任秘書長（工務）林世雄主持啟用。5月26日上午8時，香園圍公路粉嶺公路至蓮麻坑交匯處一段通車。2020年8月26日，香園圍邊境管制站貨檢設施啟用，香園圍公路全綫通車。

## 出口
| 香園圍公路       | 香園圍公路       | 香園圍公路           | 香園圍公路                                         | 香園圍公路 |
| 里程             | 所在地           | 連接                 | 出口前往地區（南北行）                             | 簡介 |
| ---------------- | ---------------- | -------------------- | -------------------------------------------------- | --- |
| 連接粉嶺公路     |                  |                      |                                                    | |
| 10.0             | 粉嶺公路交匯處   | 粉嶺公路             | 南行：大埔、沙田及九龍 北行：粉嶺、上水及元朗      | 一個由四組行車橋組成的鎖扣型交匯處。 |
| 龍山隧道         | 龍山隧道         | 龍山隧道             | 龍山隧道                                           | 香港第二長的公路隧道（全長約4,800米）。隧道兩邊分別為九龍坑和萊洞。此外，隧道中段亦設有一段長約200米的通風坑道，連接至流水響的中段通風大樓。               |
| 4.4              | 沙頭角公路交匯處 | 沙頭角公路、禾徑山路 | 沙頭角及沙頭角公路周邊村落                         | 大型迴旋處，而香園圍公路高架橋在其上跨過。由於交匯處和龍山隧道及長山隧道出口距離很短，因此駕駛者如需使用沙頭角公路交匯處，在進入這兩條隧道前需使用最左綫。 |
| 長山隧道         | 長山隧道         | 長山隧道             | 長山隧道                                           | 長700米，隧道兩邊分別為萊洞和坪輋五洲路。 |
| 1.6              | 坪洋交匯處       | 坪原路               | 坪洋、瓦窰下、坪輋、大埔田                         | 小型迴旋處，而香園圍公路高架橋在其上跨過。 |
| 0.3              | 蓮麻坑路交匯處   | 蓮麻坑路             | 周邊村落（如竹園、打鼓嶺、松園下、香園圍、蓮麻坑） | 蓮麻坑路交匯處與蓮麻坑路交匯。 |
| 連接香園圍管制站 |                  |                      |                                                    | |

## 交通
香園圍公路在啟用後，新界區專線小巴55K線便增設由沙頭角巴士總站開出、經龍山隧道及粉嶺公路單向前往上水站的平日上午繁忙時間特別服務。
另外，香園圍管制站啟用後，將有三條巴士路線經此公路來往管制站，分別是來往上水翠麗花園、途經粉嶺站的城巴B7線，來往大圍站、途經大埔的城巴B8線，以及來往屯門站、途經元朗站的九龍巴士B9線，其中B7線每日提供服務，而B8線與B9線則只於星期六、日及公眾假期服務。運輸署亦計劃開辦新界區專線小巴59S線來往香園圍管制站和上水，取道香園圍管制站至蓮麻坑路一段香園圍公路。因新型冠狀病毒肺炎疫情，香園圍管制站客運部份延至2023年2月6日啟用，相關新路線於當天才投入服務。
2020年起，運輸署和巴士公司開始研究增加途經香園圍公路的路線。為方便沙頭角一帶乘客前往華明邨及港鐵粉嶺站，運輸署於《2020－2021年度巴士路線計劃》中建議九龍巴士78K線上午繁忙時段其中一班由沙頭角開往華明的特別班次改經沙頭角公路以南一段的香園圍公路，並獨立編號為「X78K」，最後該路線獲正名為「78」，並於2021年10月18日投入服務。同一計劃下，運輸署建議開辦四條全新巴士路線，往返皇后山至啟德、南昌站、經東區海底隧道往返香港站及經西區海底隧道往返香港站，新路線均途經沙頭角公路以南一段的香園圍公路，以配合皇后山公營房屋發展帶來的人口增長。2021年6月22日，運輸署宣布四條招標的皇后山對外巴士路線均由城巴投得營運權，編號分別為78X（往返啟德）、79X（往返長沙灣（深旺道））、679（往返香港站，經東區海底隧道）及979（往返香港站，經西區海底隧道），當中78X與79X線於2021年11月30日投入服務，而679與979線則於2022年1月26日投入服務。2023年8月，由城巴營運的78C與79P分別於19日與21日投入服務。

## 行車時間
車輛經舊有道路由粉嶺九龍坑駛往坪輋一帶及打鼓嶺香園圍，平均需時約15及24分鐘，而經香園圍公路駛往上述地點，則分別只需約4及8分鐘，時間縮短了11至16分鐘。

## 使用狀況
2019年5月26日通車後，在當年，龍山隧道南行有1,365,512車輛架次，北行則有1,399,316車輛架次，雙程合計共有2,764,828車輛架次，年平均每日交通流量12,567車輛架次；同年，長山隧道南行有333,969車輛架次，北行則有328,125車輛架次，雙程合計共有662,094車輛架次，年平均每日交通流量3,010車輛架次。

## 外部連結
- 蓮塘/香園圍口岸工程網站
- 香園圍公路網站（页面存档备份，存于）
- 香港巴士大典上的相关条目：香園圍公路
- 香港道路大典上的相关条目：香園圍公路